# Andrea Di Corrado
Andrea Di Corrado (ur. 13 sierpnia 1988 w Ponte San Pietro) – włoski kolarz szosowy, jeżdżący w barwach grupy Colpack.
Zwycięzca etapu prestiżowego wyścigu Tour of Turkey w 2012 roku, uczestnik Tour de Pologne 2012, a w 2013 roku zajął 3. miejsce w Tour du Limousin.

## Najważniejsze osiągnięcia
- 2012
  - 1. miejsce na 5. etapie Tour of Turkey
- 2013
  - 3. miejsce w Tour du Limousin